# Angie Thomas
Angie Thomas (Jackson (Mississipi), 20 de setembre de 1988) és una autora de novel·les de ficció  juvenil i adulta americana. Viu a Jackson (Mississipi) la seva ciutat natal. Te cinc novel·les publicades, tres d’elles traduïdes al català. Escriu novel·les de ficció, tot i que de rerefons té la finalitat de parlar de la lluita del Black Lives Matter (en català les vides negres importen), i de donar visibilitat als problemes que tenen els negres americans als Estats Units.

## Biografia
Angie Thomas va néixer el 20 de setembre del 1988 (actualment té 33 anys) a Jackson Mississippi, on continua vivint. És filla única, tot i que te uns quants germanastres. Va créixer a Jackson junt amb la seva mare i la seva àvia.
Des de molt petita sofreix la discriminació que pateixen els afroamericans als Estats Units. En part la seva infantesa va estar marcada per la violència, ja que quan tenia sis anys va viure un tiroteig en directe. L'endemà, la seva mare va decidir portar-la a una biblioteca per ensenyar-li que el món no era com l’havia viscut el dia abans. Va ser arrel d’aquell incident que va decidir començar a escriure.
Vivia al costat de la casa de l’activista Medgar Evers que lluitava per defensar els drets de les persones afroamericanes, tot i que ella no el va conèixer perquè el van matar abans que nasqués. En una entrevista va explicar que la seva mare havia vist com el mataven.
Als nou anys va començar a rapejar. El nom més conegut que va portar va ser Young Short-A. Actuava sovint i feia diverses entrevistes a la ràdio i als diaris.
Després va entrar a estudiar belles arts a la Universitat de Belhaven. Va fer la carrera d’escriptura creativa ja que en un principi la seva idea era escriure Novel·les de Fantasia, però va acabar decantar-se per escriure novel·les fictícies juvenils. Es va graduar sent la primera dona negra en graduar-se a Belhaven, en escriptura creativa.

## Inspiració
Mentre ella estava estudiant va veure per les notícies que un jove negre estatunidenc, Oscar Grant  havia sigut assassinat . Junt amb els assassinats de Trayvon Martín, Sandra Bland i Mike Brown va ser el que li va fer canviar d’opinió sobre el tipus de novel·les que volia escriure. Ella volia escriure sobre fantasia juvenil però li preocupava que les seves històries no tinguessin importància i/o influència. Va parlar amb un dels seus professors d’universitat i li va dir que les seves experiències eren úniques i que utilitzes l'escriptura com a mètode per donar veu a qui en el seu món havien sigut silenciats i les seves històries no s'havien explicat.
En una entrevista que va fer a la ràdio pública estadounidense National Public Radio (NPR)  va dir que una de les seves grans inspiracions va ser el rapper, actor, poeta i activista estadounidense Tupac Shakur. Diu que escoltar els seus àlbums i cançons li produïa moltes emocions diferents i que ella volia transmetre un efecte similar amb els llibres. Una de les coses que va dir va ser: “A vegades vull fer-te pensar; a vegades vull fer-te riure; a vegades vull fer-te plorar; així que ell (referint-se al raper) va ser una influència d’aquesta forma”
Gràcies a les inspiracions anteriors i ha vivències seves viscudes surten els seus llibres. Per exemple THUG està inspirant en el tatuatge que portava ell que era THUG LIVE “The hate u give little infants fucks everyone” en català vol dir l’odi que dones als nens més petits fot a tothom. Tambe esta inspirat en l’assassinat de Tamir Rice.
Ella volia posar alguna cosa similar al títol del seu llibre i es va quedar amb THUG “The hate u give” en català és l’odi que dones.
En la mateixa línia el llibre “on the come up” en català es camí a la glòria està inspirat en quant ella havia rapejat i en una entrevista amb Epic Reads va dir que la seva inspiració pel llibre havia sigut “què vol dir ser jove i negre als Estats Units quan la llibertat d’expressió no sempre és lliure”.

## Llibres
Ella te cinc llibres escrits el primer el va publicar l’any 2017 i l’últim l’ha publicat al 2021. Dos d’aquests estan traduïts al Català.
El primer llibre que va escriure va ser THUG. El va treure al 2017 en una setmana es va convertir en el número u com a llibre mes vengut a la revista New York Times. Aquest llibre parla de la vida de la Starr Carter. I de com li canvia la vida després de veure com amb la brutalitat policial maten al seu amic Kahlil a tret, un jove negre desarmat.
El seu segon llibre va ser On The Come Up (camí a la glòria). El va posar a les llibreries al 2019. Aquesta història ens parla de la Bri una adolescent de setze anys que somia en ser una estrella del rap com havia sigut el seu pare.
Al mateix any va aparèixer Find Your Voice (Troba la teva veu). Un llibre amb cites inspiradores i moltes pàgines en blanc perquè cada u pugui escriure la seva història.
El seu quart llibre el va publicar al 2021. Es molt similar al de THUG només es que aquest cop es la història del Maverick. El pare de la Starr. Aquesta història se situa molt abans que THUG. Es la seva joventut. En resum el llibre parla de tot el que li passa abans de tenir la seva filla Starr amb la seva dona Lisa. I de com les bandes i els amics afecten a la seva vida.
L’últim llibre que ha escrit no l’ha escrit sola es una història que han fet entre sis dones autores, Nicola Yoon, Ashley Woodfolk, Dhonielle Clayton, Tiffany D. Jackson, Nic Stone i Angie Thomas. Aquest llibre ens parla de sis històries diferents relacionades amb l’amor dels adolescents negres durant una parada de llum a Nova York.

## Premis
De moment ha guanyat sis premis.
- El primer premi que va guanyar va ser “El premi inaugural de l'organització We Need Diverse Books”·
- El premi William C. Morris Premi va ser el segon. El va guanyar l’any 2018 per The Hate U Give[13]
- El seu tercer premi va ser Michael L. Printz al 2018 per The Hate U Give[14]
- Premi Coretta Scott King va ser el quart que va guanyar va ser al 2018 per The Hate U Give[15]
- El cinquè premi que va guanyar va ser Premio Waterstones Children’s Book al 2018 per The Hate U Give[16]
- Al 2018 va guanyar tambe Deutscher Jugendliteraturpreis (Premi Aleman de Literatura Infantil), categoria jurat adult joves per la edicio en aleman del llibre The Hate You Give. Va ser traduïda per Henriette Zeltner[17]